# Marius Măldărășanu
Marius Constantin Măldărășanu (Ploiești, 19 aprile 1975) è un allenatore di calcio ed ex calciatore rumeno, di ruolo centrocampista, tecnico dell'Hermannstadt.

## Palmarès

### Club

#### Competizioni nazionali
- Campionato rumeno: 2

Rapid Bucarest: 1998-1999, 2002-2003
- Supercoppa di Romania: 2

Rapid Bucarest: 1999, 2007
- Coppa di Romania: 3

Rapid Bucarest: 2001-2002, 2005-2006, 2006-2007
- Campionato turco: 1

Beşiktaş: 2002-2003